# Morganella samoënsis
Morganella samoënsis är en svampart som först beskrevs av Bres. & Pat., och fick sitt nu gällande namn av P. Ponce de León 1971. Morganella samoënsis ingår i släktet Morganella och familjen Agaricaceae.   Inga underarter finns listade i Catalogue of Life.